# Los Chinchillas
|  |

El aguafuerte y aguatinta Los Chinchillas es un grabado de la serie Los Caprichos del pintor español Francisco de Goya. Está numerado con el número 50 en la serie de 80 estampas. Se publicó en 1799.

## Interpretaciones de la estampa
Existen varios manuscritos contemporáneos que explican las láminas de los Caprichos. El que se encuentra en el Museo del Prado se tiene como autógrafo de Goya, pero parece más bien despistar y buscar un significado moralizante que encubra significados más arriesgados para el autor. Otros dos, el que perteneció a Ayala y el que se encuentra en la Biblioteca Nacional, realzan la parte más escabrosa de las láminas.
- Explicación de esta estampa del manuscrito del Museo del Prado: El que no oye nada, ni sabe nada, pertenece a la numerosa familia de los Chinchillas, que nunca ha servido para nada.[2]

- Manuscrito de Ayala: Los necios preciados de nobles se entregan a la haraganería y superstición, y cierran con candados su entendimiento, mientras los alimenta groseramente la ignorancia.[2]

- Manuscrito de la Biblioteca Nacional: Los necios preciados de nobles siempre están con su executoria al pecho, reclinados desidiosamente, rezando como unos fanáticos el rosario y bostezando. La ignorancia los alimenta groseramente y tienen su entendimiento cerrado a candado.[2]